# クレー射撃

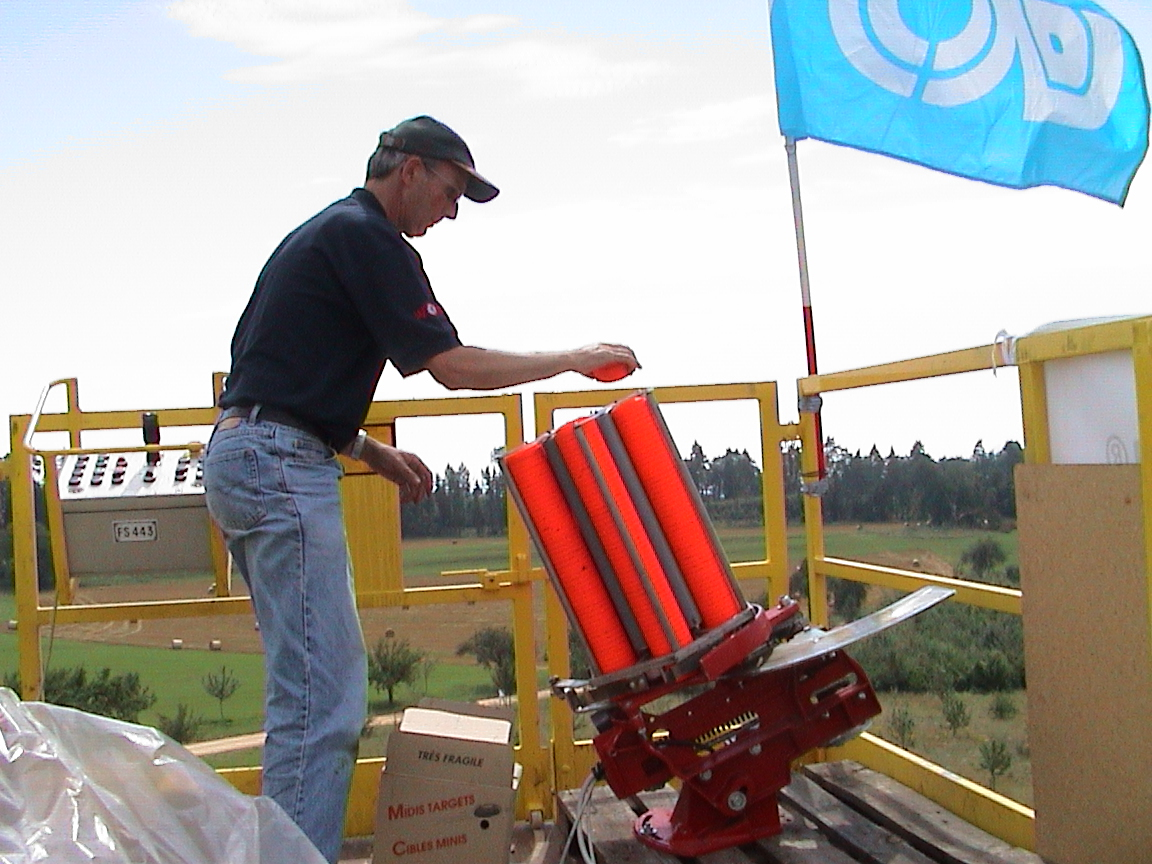
クレー投射機

クレー射撃（クレーしゃげき、Clay pigeon shooting）とは、散弾銃を用いて、空中などを動くクレーと呼ばれる素焼きの皿を撃ち壊していくスポーツ競技。
トラップやスキートなど、いくつかの種目に分かれており、それぞれの種目のルールも様々である。
クレーの形状は通常直径15 cmほどの円盤型で、投射機を用いてフライングディスクのように空中に射出したり、あるいは地面に転がすことで、射撃の標的とする。
使用されるクレーは粘土の焼き物でオレンジなど視認しやすい色で着色されている。また、中空の内部に着色粉が詰められ破砕されたときに粉が広がって確認しやすいパウダークレーもあるが、そのコストや放出時に出割れになりやすい等の問題もあり、オリンピックや公式競技のファイナルラウンドで使用されることが多い。

## 歴史
スポーツハンティングを競技化した種目であり、生きた鳩を的にする「生鳩射撃」は1900年パリオリンピックでも行われた。しかし残虐であるとして1度で競技から外され、鳩の代わりに素焼きの皿を飛ばすクレー射撃が導入された。クレー射撃の皿を「ピジョン」、クレーが何らかの原因で射出されなかった時は「ノーバード」と呼ぶなど鳩を撃っていた時代の名残が用語に残っている。
- 1914年（大正3年） - 帝国猟友会により日本初のクレー射撃が、神奈川県橘樹郡生見尾村大字東寺尾（現在の横浜市鶴見区東寺尾）に存在した射場で行われた[3]。

## 主な競技
2004年のアテネオリンピックのクレー射撃競技は、男女別にトラップ、スキート、ランニング・ターゲット、ダブルトラップの4競技7種目が行われた（女子のランニングターゲットはない）。このうち主要な競技はトラップとスキートである。使用される銃は12番口径以下の上下2連、またはガスオート散弾銃で、スキート用は取りまわしやすいようにやや小型になっている。各競技で用いられる競技銃の詳細は散弾銃#構造による分類を参照されたい。
射撃においてクレーの破砕（割れた欠片）が確認できれば命中（あたり）とし得点となる。そうでなければ失中（はずれ）となる。25回の射撃を1ラウンドとし、4-5ラウンドの合計得点を競う。夏季オリンピックのクレー射撃競技では満点の150点（予選125、決勝25）に対し、140点台後半からが入賞圏内となる。メダル獲得を争う選手ともなると、満点のラウンドが連続することも珍しくはない。

### トラップ
射手は横一線に配置された5箇所の射台（しゃだい）を順に移動しながら1ラウンドにつき25枚の皿を撃破する。後述のダブルトラップ等との区別でシングルトラップと呼ばれることもある。

射手の前方15 mに配置された15台の放出機からは、遠方に向けて右（10枚）、ストレート（5枚）、左（10枚）の計25枚のクレーがランダムに放出される。射手は1枚のクレーに対し2発以内で撃破することが求められ、1発目（初矢、しょや）、または2発目（二矢、にのや）で命中できれば得点となる。なお、オリンピックや世界選手権クラスの大会では、25点満点が連続して勝負が付かない場合には、2発目の発射が認められず失中を出した段階で退場となっていくシュートオフと呼ばれる特殊ルールの元で勝敗が争われる。
トラップ競技は基本的にはクレーが射手から離れていく「追い矢」のクレーを撃つことになる。射場の地形やその時の風向きにより同じ方向に放出されたクレーでも風に煽られて急激に上昇したり、逆に失速して弧を描くように落ちる場合もあるため、進路の予測は決して容易なことではない。
使用する弾は24gの7 1/2号（7半）が一般的であり、1枚辺り2発撃つことが認められている関係上1ゲーム当たりの弾の消費量は最低で25発、最大で50発となる。このため、他の競技と比較してクレーの枚数当たりの弾の消費量が多くなりがち（必然的に練習に伴う費用も多くなりやすい）となり、全ゲーム終了後の残弾の発生数も多くなりやすい。1900年パリオリンピックまでは鳩が標的とされていたが平和の祭典にて平和の象徴たる鳩約300羽が犠牲となり動物愛護団体や世界中の人々から非難殺到となり現在に至る。

#### ダブルトラップ
基本はトラップと同じであるが、一つの射台から二つのクレーが同時に放出され、2発装填した散弾銃で2枚のクレーを同時に射撃することになる。1ゲーム辺り25回の射撃機会で50枚のクレーを撃つ。アテネオリンピックまではオリンピックの正式競技であったが、現在では男子選手のみの競技となっている。使用する銃は基本的にはトラップと同じであるが、1発目をかなり早期に撃つ関係上1発目を24gの9号、2発目を24gの7 1/2号（7半）を用いることが多い。

#### トリプルトラップ
基本はトラップと同じであるが、一つの射台から三つのクレーが連続して放出（右、ストレート、左の順）され、3発装填した散弾銃で3枚のクレーを順次射撃することになる。ダブルトラップのように同時に放出されたクレーを撃つのではなく、プーラー（プーラーハウスにてクレー放出の指示を出す者）が、射手のタイミングを計りながら一枚ずつ放出する。
なお、競技内容は「5mフロント」「10mフロント」「5mセンター」「10mセンター」の種類がある。
フロントとは、各射台のクレー放出機（1番射台なら1番放出機）から放出されたクレーを撃つ。
センターは3番射台のみを使い、1-5番のクレー放出機から放出されるクレーを撃つ。また、射場によってはセンター競技の方法が異なり、3番射台のみから放出されるクレーを1-5番の各射台から撃つスタイルもある。
5mではスキート用9号装弾とスキートやシリンダーチョークを好んで利用する者が多い。
競技の性質上、必然的に半自動散弾銃やポンプアクション散弾銃などの3発以上連射可能なもの（国内の銃刀法では散弾銃は弾倉内2発までしか装填できないが、予め薬室に1発装填することにより3発連射が可能）に銃が制限されるため、あまり一般的な競技ではない。

#### アメリカントラップ
アメリカで独自に発展した競技。射手は5箇所の射台を順番に移動して射撃を行うが、クレーが放出されるのは中央の3番射台からのみで、放出方向は完全にランダム、1つのクレーに対して1発の射撃しか認められていない。そのため、アメリカントラップ専用の射撃銃は元折単身銃などの1発のみ装填可能な銃を用いることが一般的である。

### スキート
直径約36 mの半円形の円弧上の7箇所、および円の中心1箇所、合計8箇所の射台を順にまわって射撃を行う。クレーは半円の直径の両端2箇所に配置された標的射出棟（左側がプール、右側がマークと呼ばれる）から1枚ないし2枚同時に射出される。トラップと異なり、スキートは1枚のクレーに対し1発しか撃てず、8箇所合計で1ラウンド25回射撃することになる。それぞれの射台で射撃回数が異なり、またトラップにはないダブル射撃（プールとマークから計2枚のクレーが同時に投射される）がある。
使用する弾は24gの9号を先矢・後矢共に用いる。1枚のクレーに対し1発しか撃てない関係上、シングルトラップと比較して1ゲーム当たりの弾の消費量は少なくなる傾向があるが、ダブル射撃の際には射台によってプール、マークのどちらのクレーを先に射撃するかが決められており、この順番を間違えてしまった場合（逆撃ち）や、1発の弾で2枚のクレーを撃ち落としてしまった場合（同射）には再度撃ち直しとなるため、プレーの際には多少なりとも予備の弾を用意しておくことが望ましい。
各射台から放出されるクレーの組み合わせはその国や年代によって様々である。プール、マーク共に射出される高さが異なるクレー放出器が二台（高い方がハイハウス、低い方がローハウスと呼ばれる）用意されており、この射出される高さもルールによって細かく調整されている。
日本独自のルール（ジャパンルール）では日本国内での鳥猟に多いシチュエーションを想定して、射手に対して向かってくるシングルクレー（向かい矢のシングル）が多い。国際ルール（ISSFルール）はジャパンルールと異なり、向かい矢のシングルがなく、現在では射手に対して離れていくシングルクレー（追い矢のシングル）にダブルクレーが各射台に必ず一回ずつ組み合わされている。
スキートはトラップと比べて射場が狭く風の影響を受けにくいことや、放出されるクレーの位置や角度がある程度固定されていることから、クレーの進路の予測自体はトラップよりも容易であるといわれている。しかし、国際ルールでは射手はコールの前には予め銃を腰の高さまで下げておき、コール後にクレーが放出されると同時に腰まで降ろした銃を持ち上げて肩に付ける挙銃動作を行うことが義務付けられている。国際ルールではコールからある程度の時間をおいてからクレーが射出されるタイマーが設定されることが一般的で、タイマーの動作秒数は完全なランダムのためにコールから挙銃動作に至るまでには高い集中力が要求され、難易度が高まる一因ともなっている。なお、タイマーはゲームに参加する参加者の練度によっては秒数を予め固定するルールや、タイマー自体を無効化するノータイマーが用いられることも多い。
この競技もオリンピックや世界選手権クラスの大会では、25点満点が連続して勝負が付かない場合が多いため、既存の国際ルールが何度も改変され、次第に難易度の高いダブルクレーの割合が増えてきた経緯がある。

### フィールド
フィールドスキート、フィールドトラップの二種類の競技があり、海外では文字通り自然の地形内にランダムに設けられたクレー放出器から放出される様々なクレーを実猟の獲物に見立てて撃つスタイルが一般的であるが、日本においては猟友会の実猟練習向けに一般のスキート・トラップのルールをやや簡素化した独自ルールで行われる競技を指す場合が多い。

### ラビット
ウサギなどの小動物猟の練習を想定した競技であり、射手は射台前方の左右に設けられたトンネルから垂直に転がり出てくるクレーを射撃する。地面を転がるクレーの速度はその時々で千差万別であり、射場の地形によってはクレーが跳ねたり左右に蛇行することもあるため、進路の予測はそれほど単純ではない。
この競技で用いられるクレーは空を飛ぶのではなく地面を転がっていくため、一般の競技で用いられる皿形クレーではなく、縁の部分が強化されたI字断面を持つ盆型クレーが用いられる。日本ではこの競技が行える射撃場自体があまり多くないため、あまり一般的な競技ではない。